# Wolfgang Petersen
Wolfgang Petersen (Emden, 1941. március 14. – Brentwood, 2022. augusztus 12.) kétszeresen Oscar-díjra jelölt német filmrendező, forgatókönyvíró és filmproducer.
A tengeralattjáró című 1981-es háborús filmdrámájának megrendezésével két Oscar-jelölést szerzett. Egyéb filmjei közé tartozik a Végtelen történet (1984), a Kedves ellenségem (1985), a Célkeresztben (1993), a Vírus (1995), Az elnök különgépe (1997), a Viharzóna (2000) és a Poseidon (2006).

## Filmográfia

### Film
Rövidfilmek
| Év   | Cím                  | Feladatkör | Feladatkör |
| Év   | Cím                  | Rendező    | Író        |
| ---- | -------------------- | ---------- | ---------- |
| 1968 | Die rote Fahne       | Igen       | Nem        |
| 1969 | Ich nicht            | Igen       | Igen       |
| 1969 | Der Eine, der Andere | Igen       | Igen       |

Nagyjátékfilmek
| Év   | Magyar cím          | Eredeti cím                | Feladatkör | Feladatkör | Feladatkör |
| Év   | Magyar cím          | Eredeti cím                | Rendező    | Író        | Producer   |
| ---- | ------------------- | -------------------------- | ---------- | ---------- | ---------- |
| 1971 |                     | Ich werde dich töten, Wolf | Igen       | Igen       | Nem        |
| 1974 |                     | Einer von uns beiden       | Igen       | Nem        | Nem        |
| 1981 | A tengeralattjáró   | Das Boot                   | Igen       | Igen       | Nem        |
| 1984 | Végtelen történet   | The NeverEnding Story      | Igen       | Igen       | Nem        |
| 1985 | Kedves ellenségem   | Enemy Mine                 | Igen       | Nem        | Nem        |
| 1991 | Szilánkok           | Shattered                  | Igen       | Igen       | Igen       |
| 1993 | Célkeresztben       | In the Line of Fire        | Igen       | Nem        | Nem        |
| 1995 | Vírus               | Outbreak                   | Igen       | Nem        | Igen       |
| 1997 | Az elnök különgépe  | Air Force One              | Igen       | Nem        | Igen       |
| 2000 | Viharzóna           | The Perfect Storm          | Igen       | Nem        | Nem        |
| 2004 | Trója               | Troy                       | Igen       | Nem        | Igen       |
| 2006 | Poseidon            | Poseidon                   | Igen       | Nem        | Igen       |
| 2016 | Négyen a bank ellen | Vier gegen die Bank        | Igen       | Nem        | Igen       |

### Televízió
Tévéfilmek
| Év   | Cím                                                                                 | Feladatkör | Feladatkör |
| Év   | Cím                                                                                 | Rendező    | Író        |
| ---- | ----------------------------------------------------------------------------------- | ---------- | ---------- |
| 1965 | Stadt auf Stelzen                                                                   | Igen       | Nem        |
| 1972 | Anna und Totò                                                                       | Igen       | Nem        |
| 1973 | Smog-riadó (Smog)                                                                   | Igen       | Nem        |
| 1973 | Van der Valk und die Reichen                                                        | Igen       | Nem        |
| 1974 | Aufs Kreuz gelegt                                                                   | Igen       | Nem        |
| 1975 | Stellenweise Glatteis                                                               | Igen       | Nem        |
| 1976 | Hans im Glück                                                                       | Igen       | Nem        |
| 1976 | Vier gegen die Bank                                                                 | Igen       | Nem        |
| 1977 | Planübung                                                                           | Igen       | Igen       |
| 1977 | Die Konsequenz                                                                      | Igen       | Igen       |
| 1978 | Fekete és fehér, mint a nappalok és éjszakák (Schwarz und weiß wie Tage und Nächte) | Igen       | Nem        |
| 2006 | A bosszúálló (Avenger)                                                              | Nem        | Nem        |

Sorozatok
| Év        | Magyar cím                      | Eredeti cím                    | Feladatkör | Feladatkör | Feladatkör      |
| Év        | Magyar cím                      | Eredeti cím                    | Rendező    | Író        | Vezető producer |
| --------- | ------------------------------- | ------------------------------ | ---------- | ---------- | --------------- |
| 1971–1977 | Tetthely                        | Tatort                         | 6 epizód   | 2 epizód   | Nem             |
| 1975      |                                 | Die Stadt im Tal (minisorozat) | 2 epizód   | Nem        | Nem             |
| 1985      | A tengeralattjáró (minisorozat) | Das Boot                       | 3 epizód   | 3 epizód   | Nem             |
| 2001–2003 | Az Ügynökség                    | The Agency                     | Nem        | Nem        | 4 epizód        |

## Fontosabb díjak és jelölések
| Díj                   | Kategória                     | Jelölt mű         | Eredmény |
| --------------------- | ----------------------------- | ----------------- | -------- |
| 55. Oscar-gála (1983) | Legjobb rendező               | A tengeralattjáró | Jelölve  |
| 55. Oscar-gála (1983) | Legjobb adaptált forgatókönyv | A tengeralattjáró | Jelölve  |
| 36. BAFTA-gála (1983) | Legjobb nem angol nyelvű film | A tengeralattjáró | Jelölve  |

## Fordítás
- Ez a szócikk részben vagy egészben  a   Wolfgang Petersen című angol Wikipédia-szócikk fordításán alapul.  Az eredeti cikk szerkesztőit annak laptörténete sorolja fel. Ez a jelzés csupán a megfogalmazás eredetét és a szerzői jogokat jelzi, nem szolgál a cikkben szereplő információk forrásmegjelöléseként.